# Aurora (mitologia)

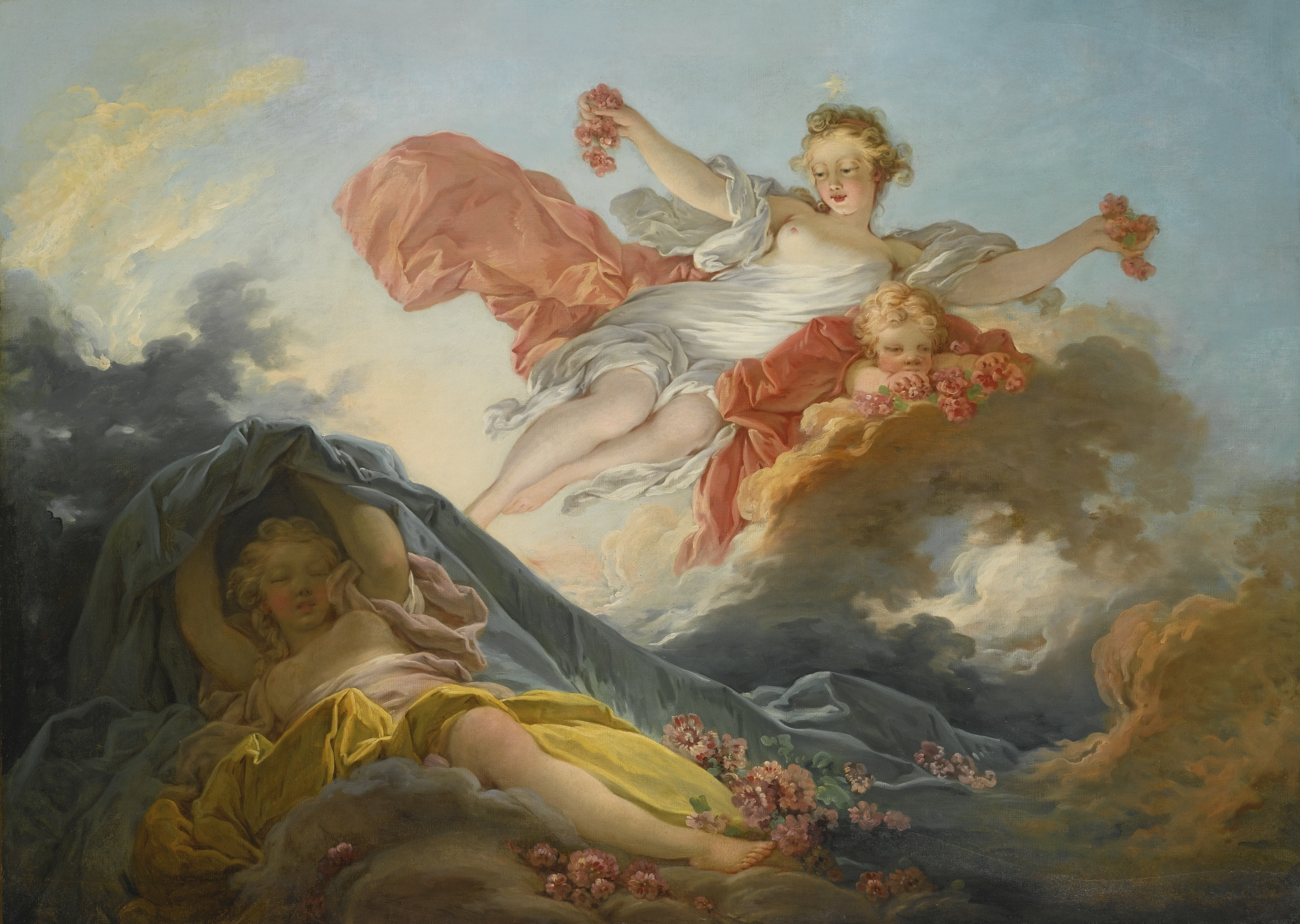
Aurora, de Jean-Honoré Fragonard.

En la mitologia romana, Aurora fou el nom amb què els romans coneixien la deessa Eos, la personificació de l'alba.

## Romanització del mite grec
La paraula Aurora es va fer servir a Roma com a traducció de Eos, la deessa grega que, adoptant forma femenina, era l'encarregada de donar pas a la llum del dia cada matí. Al mateix temps que acceptaven el seu nom, van acceptar les llegendes mitològiques relacionades amb ella. Aquestes llegendes la feien germana del Sol i de la Lluna, tots tres fills dels titans Hiperió (el qui viu a sobre) i Teia (la brillantor). La seva llar estava a l'oceà. Va tenir diferents amants, un d'ells va ser un mortal, el príncep de Troia, Titonos, raptat per a ser el seu amant a la força però a canvi li va aconseguir la immortalitat. Amb ell va tenir dos fills: Mèmnon i Emation.
Quan Mèmnon va morir assassinat, les llàgrimes que va vessar Aurora mentre volava pel cel van originar la rosada.
De la seva relació amb el tità Astreu, van néixer: Eôsphoros (també conegut com a Llucifer o Estel del Matí), Bòreas (el vent del nord), Notos (el vent del sud), Euros (el vent de l'est), Zèfir (el vent e l'oest) i els astres.
A partir d'aqui els escriptors llatins la van tenir present en les seves obres. Ovidi va introduir alguna variació, per exemple l'anomenava Pallante, establint una relació de parentiu amb el tità Pal·lant, potser perquè el seu nom també vol dir "brillant. També apareix en uns versos de l'Eneida, complint la seva funció d'obrir pas a la claror del dia. Dante Alighieri l'esmenta al Purgatori com a "la concubina de Titonos l'antic".

## Culte
La creença en una divinitat d'aquestes característiques ja existia en la religió romana abans d'introduir la traducció del mite grec, es tracta de la deessa Mater Matuta, per tant "Aurora" va esdevenir un segon nom d'aquesta deessa. El culte es realitzava al temple que hi havia al Forum Boarium on era venerada també com a guia dels navegants (stella matutina). Cada 11 de juny es feien rituals demanant la protecció d'aquesta deessa que eren coneguts amb el nom de la festa de la Matràlia.

## Procedència vèdica
George Dumézil va proposar que la deessa Aurora, igual com la grega Eos i l'etrusca Thesan tenien un mateix origen hindú i que haurien arribat a Europa en un passsat molt remot, de la mateixa manera que va arribar la base del que els especialistes anomenen llengües indoeuropees. Per demostrar la seva teoria va establir paral·lelismes entre els ritus i creences vèdics dels déus Usas i Usasah i els de les esmentades deesses europees.

## Iconografia
Aurora ha estat tema d'inspiració en els pintors de diferents èpoques. De vegades se la representa portant a les mans les claus del cel i de vegades viatjant en un carro estirat per dos cavalls, portant vestit daurat envoltada de llum i altres vegades despullada i resplendent.

Alguns exemples són:
- "Aurora" de Guercino (1591–1666)
- "La comtessa de Brac fent d'Aurora" de Jean-Marc Nattier (1685–1766)
- "Aurora i Titonos" de Francesco de Mura (1696–1782)
- "Aurora i Cephalus", d'Anne-Louis Girodet de Roussy-Trioson (1767–1824)
- "Les portes de l'aurora",de Herbert James Draper (1863–1920)
- "Aurora i Cephalus" de Pierre-Narcisse Guérin (1774–1833)
- "Aurora" d'Odilon Redon (1840 – 1916).